# Conseil local de sécurité et de prévention de la délinquance
Le Conseil local de sécurité et de prévention de la délinquance (CLSPD) est une instance française chargée de la coordination locale du contrat local de sécurité (CLS) ou de la stratégie territoriale de sécurité et de prévention de la délinquance (STSPD). Il réunit, selon le territoire, l’ensemble des acteurs prenant part à l’application des politiques de sécurité et de prévention de la délinquance.

## Histoire
En 1983 sont créés les conseils communaux de la prévention de la délinquance (CCPD), si nécessaire, et les conseils départementaux de prévention de la délinquance (CDPD), obligatoires. En 1997, les contrats locaux de sécurité sont lancés, en juin 2001, on compte 527 CLS signés et 209 en cours d’élaboration. Les CLSPD sont créés en 2002 et remplacent les CCPD désuets.

## Acteurs
Le CLSPD est présidé par un élu conseiller départemental ou un Maire de la commune ou le président de l'intercommunalité dans le cas d'un CISPD.
Théoriquement, un CLSPD comprend un collège d’élus désignés par le président, un collège de représentants de l’État désignés par le préfet et un collège composé de professionnels confrontés aux manifestations de la délinquance.

Le CLSPD doit généralement permettre de réunir le Préfet et le Procureur de la République, ou leurs représentants, le commandant de groupement de gendarmerie départementale accompagné des commandants des unités de gendarmerie territorialement compétentes (compagnie, brigade), le directeur départemental de la police nationale accompagné du commissaire de la circonscription de sécurité publique territorialement compétente, le chef de la police municipale, le président du conseil départemental ou son représentant, les représentants des administrations de l’État désignés par le Préfet, des représentants d’associations, établissements ou organismes œuvrant notamment dans les domaines de la prévention, de la sécurité, de l’aide aux victimes, du logement, des transports collectifs, de l’action sociale, ou des activités économiques, etc.
La composition peut varier en fonction des besoins et des problématiques rencontrées localement, la liste des acteurs invités à siéger au CLSPD est, en principe, inscrite dans le règlement intérieur du CLSPD.
Devant l'importance prise par les questions de sécurité et de prévention de la délinquance au niveau local, les CLSPD sont gérés par des coordonnateurs (directeur prévention/sécurité, coordonnateur prévention/sécurité, directeur tranquillité publique, etc.). Ils sont chargés de l'organisation régulière des réunions du CLSPD, leurs missions varient selon la commune de même que leur appellation. « Coordonnateur CLSPD » est généralement l'expression consacrée pour désigner la personne qui assure la gestion du CLSPD au niveau communal ou intercommunal. Il y aurait entre 500 et 1 000 coordonnateurs de CLSPD en France.

## Cadre juridique
Le CLSPD est régie par l'article L. 132-4 du code de la sécurité intérieure, le décret du 17 juillet 2002 et plusieurs circulaires. 
La circulaire NOR/INT9700174C du 28 octobre 1997 relative à la mise en œuvre des contrats locaux de sécurité porte création des contrats locaux ou intercommunaux de sécurité (CLS), appelés à constituer l’outil principal des politiques locales de prévention et de sécurité. Elle définit les grandes orientations de ces documents et les publics visés.
La circulaire NOR/INTK9900134C du 7 juin 1999 relative aux contrats locaux de sécurité complète la circulaire de 1997 et précise les orientations et les actions prioritaires afin d’améliorer l’opérationnalité de ces contrats.
Le décret 2002-999 du 17 juillet 2002 relatif aux dispositifs territoriaux de sécurité et de coopération pour la prévention et la lutte contre la délinquance permet la création, au niveau communal ou intercommunal, de conseils locaux (ou intercommunaux) de sécurité et de prévention de la délinquance (CLSPD/CISPD). Ces conseils constituent l’instance de concertation sur les priorités de la lutte contre l’insécurité.
La circulaire NOR/INTK0600110C du 4 décembre 2006 relative à la politique de prévention et à la préparation des contrats locaux de sécurité de nouvelle génération complète l’architecture locale de la prévention déjà réorganisée par le décret n° 2006-665 du 7 juin 2006 relatif à la réduction du nombre et à la simplification de la composition de diverses commissions administratives dont les articles 10, 11, 12 et 13 sont relatifs aux commissions de sécurité.
Cette même circulaire et le cahier des charges l’accompagnant stipulent notamment que la conclusion d’un CLS dans le cadre d’un Contrat urbain de cohésion sociale (CUCS) implique que le premier est nécessairement le volet « prévention et citoyenneté » du second. 
Le décret du 23 juillet 2007 relatif au conseil local et au conseil intercommunal de sécurité et de prévention de la délinquance et au plan de prévention de la délinquance dans le département, précise que le plan de prévention de la délinquance dans le département fixe les priorités de l’État en matière de prévention de la délinquance, dans le respect des orientations nationales définies par le Comité interministériel de prévention de la délinquance (CIPD). Ainsi, le plan de prévention de la délinquance dans le département constitue le cadre de référence de l’État pour sa participation aux contrats locaux de sécurité.
La circulaire NOR/INTK0800169K du 13 octobre 2008 relative aux conseils locaux de sécurité et de prévention de la délinquance et conseils intercommunaux de sécurité et de prévention de la délinquance, précise la participation des élus aux CLSPD/CISPD. Elle apporte également des éléments sur la nécessité ou non de mettre en place un CLSPD lorsqu’un CISPD est en place. Enfin, une précision sur la compétence territoriale des acteurs siégeant dans un CISPD regroupant des communes situées dans différents départements.
Le Plan national de prévention de la délinquance de 2009, prévoit des axes prioritaires tels que la prévention situationnelle, la coordination des acteurs locaux, l’accentuation du repérage des situations individuelles et familiales, le renforcement de l’aide aux victimes et la prévention des violences intrafamiliales. 
Ce plan envisage l’actualisation des plans départementaux ainsi qu’une approbation des CLS révisés ou des stratégies territoriales au plus tard le 30 juin 2010. En juin 2010, l’ensemble des communes comprenant au moins une zone urbaine sensible et celles comprenant plus de 10,000 habitants doivent être dotées d’un CLSPD et disposer d’une stratégie territoriale de sécurité et de prévention de la délinquance.